# Старгородський Максим Артемович
Максим Артемович Старгородський (нар. 5 березня 2005, Київ) — український футболіст, півзахисник «Колоса» (Ковалівка).

## Кар'єра
Вихованець клубу «Оболонь» з рідного Києва, а у першій половині сезоні 2021/22 грав у ДЮФЛ за ДВУФК (Дніпро).
Після російського повномасштабного вторгнення виїхав до Литви, де спочатку представляв юнацьку команду «Жальгіріса» (Вільнюс) в Елітній лізі U-17. Того ж року перейшов до іншої місцевої команди «ДФК Дайнава», продовживши виступи на юнацькому рівні.
30 вересня 2022 року Старгородський дебютував у матчі литовської Першої ліги проти мажейкяйської «Атмосфери», в якому його команда розгромила своїх суперників з рахунком 5:0. Українець з'явився на полі після заміни в кінці матчу. За підсумками того сезону він зіграв два матчі, а його команда посіла перше місце і вийшла до вищого дивізіону. Там 16 липня 2023 року Максим дебютував у матчі Ліги А в грі проти «Рітеряя» (3:1), вийшовши на поле на заміну на останніх секундах гри. Ця гра так і залишилась єдиною для гравця у вищому дивізіоні країни.
Влітку 2023 року Старгородський перейшов до «Гарляви» з Першої ліги. 29 липня він дебютував за клуб у матчі чемпіонату проти «Бабрунгаса». 5 серпня 2023 року забив гол у ворота команди «Маріямполе Сіті» (3:1), забивши свій перший гол у професійній кар'єрі. Загалом у сезоні 2023/24 він провів за клуб 14 ігор і забив 1 гол.
У другій половині 2024 року грав за аматорський французький клуб «Мариньян», а на початку 2025 року повернувся до України, де підписав контракт із ковалівським «Колосом», але до кінця сезону виступав за резервну команду «Колос-2» у Другій лізі, вигравши свою групу.

## Особисте життя
Є сином колишнього українського футболіста Артема Старгородського і племінник іншого колишнього футболиста Андрея Хомина.